# Zwarte haarstaartvis
De zwarte haarstaartvis of zwarte degenvis (Aphanopus carbo) is een straalvinnige vis uit de familie van haarstaarten (Trichiuridae) en behoort derhalve tot de orde van baarsachtigen (Perciformes). De vis kan een lengte bereiken van 110 cm.

## Leefomgeving
De zwarte haarstaartvis is een zoutwatervis. De vis prefereert een diepwaterklimaat en leeft hoofdzakelijk in de Atlantische Oceaan. De diepteverspreiding is 200 tot 1700 m onder het wateroppervlak.

## Relatie tot de mens

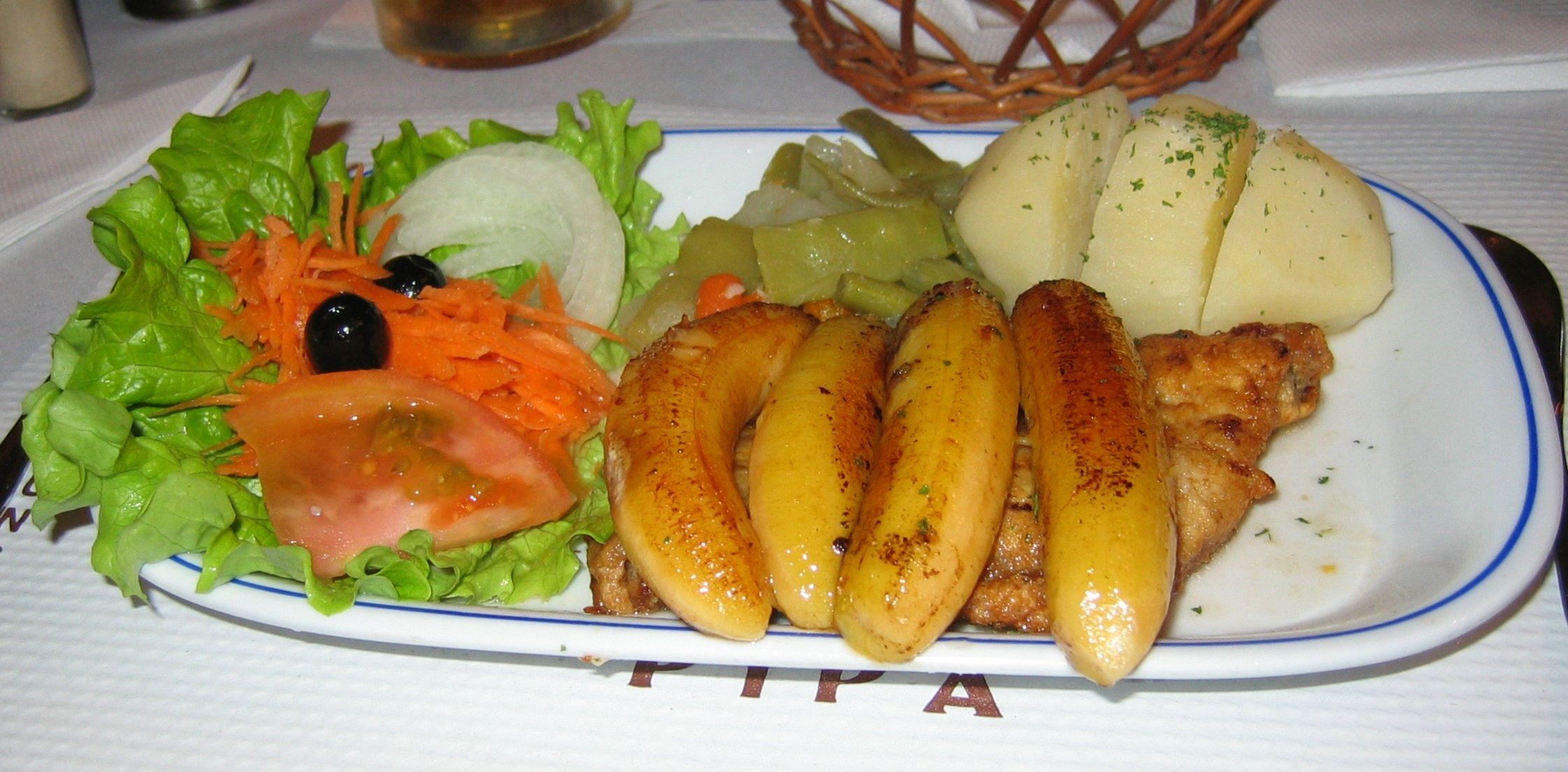
Gebakken degenvis met banaan in Madeira

De zwarte haarstaartvis is voor de visserij van aanzienlijk commercieel belang. In de hengelsport wordt er weinig op de vis gejaagd.
In restaurants op Madeira is de vis populair als gebakken zwarte degenvis met banaan (Espada com banana).